# Agios Stefanos
Agios Stefanos (în greacă: Άγιος Στέφανος, pronunțat 'aghios stefanos, înseamnă Sfântul Ștefan) este o suburbie a orașului Attica, Grecia, cam la 23 km nord de Atena.  Agios Stefanos este aproape în întregime rezidențial, cu câteva magazine aliniate pe strada principală. Agios Stefanos este situat în partea de nord a câmpiei Ateniene, între muntele Parnitha și lanțul muntos estic. La Agios Stefanos se poate ajunge prin două ieșiri (interchanges) ale GR-1/E75 (Athens - Lamia - Thessaloniki) la kilometrul 21 și la kilometrul 24 cu GR-83 și la 1,3 km sud de toluri (tolls). De asemenea face legătura cu drumul către Anixi.  Râul Cephissus este situat la vest. Agios Stefanos se află la SE de Thiva, la S de Euboea și Oropos, la W de Marathon, la NE de Kifissia și la NE de autostrada Attiki Odos (numărul 6).
Până în anii 1960/1970, fermele acopereau întreaga suprafață din jurul orașului Agios Stefanos, unde încă se mai pot observa rămășițe ale acestora.  Pădurea acopera parțial comunitatea.  În mare parte, populația este din mediul urban, în timp ce până în anii 1960/1970 erau din mediul rural. Imobilele moderne au apărut în Agios Stefanos pe la 1970, continuând până în 1990. Dezvoltarea urbană continuă și astăzi.

## Altele
Agios Stefanos are câteva școli, licee, gimnazii, instituții bancare, biserici, un oficiu poștal și câteva piețe publice - (plateies).

## Istoricul populației
| An   | Populație | Modificare      | Urban |
| ---- | --------- | --------------- | ----- |
| 1981 | 2,388     | -               | -     |
| 1991 | 5,243     | 2,855 / 119.56% | 5,333 |

## Altele
- Lista municipalităților din Attica

Format:East Attica